# Tupigea nadleri
Tupigea nadleri är en spindelart som beskrevs av Huber 2000. Tupigea nadleri ingår i släktet Tupigea och familjen dallerspindlar. Inga underarter finns listade i Catalogue of Life.